# Francis Hayman
Francis Hayman (Exeter, 1708 — Londres, 2 février 1776) est un peintre britannique, l'un des membres fondateurs de la Royal Academy en 1768 et plus tard son premier bibliothécaire.

## Biographie
Hayman commence sa carrière artistique en tant que peintre décorateur des théâtres de Drury Lane de Londres — où il est aussi apparu dans des rôles mineurs —, avant d'établir son atelier à la St Martin's Lane Academy à Covent Garden, à l'invitation de William Hogarth dont il fut très proche. Avec ce dernier, il fréquente les Spring Gardens de Vauxhall au début des années 1730, un lieu raffiné consacré aux arts et dirigé par Jonathan Tyers, et y expose.
En 1748, il effectue un voyage d'étude en Flandre en compagnie d'un groupe d'artistes, dont, outre Hogarth, les peintres Thomas Hudson, Joseph van Aken et son frère Alexandre (d), et le sculpteur Henry Cheere (en) (1703-1781) ; puis, il effectue un crochet par Calais avec Hogarth, en juillet, profitant d'une période d'armistice entre la France et la Grande-Bretagne.
Mason Chamberlin (en), Nathaniel Dance-Holland, Thomas Seton (en) et Lemuel Francis Abbott furent parmi ses élèves.
Avec Joshua Reynolds, Hayman a joué un rôle important dans la formation de la Society of Artists, l'une des associations d'artistes qui conduira à la fondation de la Royal Academy, au début des années 1760.

## Œuvre
Artiste influencé à ses débuts par le style rococo français, il produit des portraits, des paysages et des scènes historiques.
- La Balançoire, vers 1742, huile sur toile, 139 × 241 cm, Tate Britain, Londres[4]

Il illustre plusieurs livres dont la première édition de Paméla ou la Vertu récompensée de Samuel Richardson, une suite peinte en 1741 et gravée par Hubert-François Gravelot.
Il dessine les trente-et-une illustrations pour l'édition de 1744 des pièces de Shakespeare dirigée par Thomas Hanmer, et plus tard exécute le portrait de nombreux acteurs dans des rôles shakespeariens, parmi lesquels David Garrick dans le rôle de Richard III (1760). 

### Articles Connexes
- William Hogarth
- Thomas Gainsborough, dont Hayman fut un temps le mentor
- Thomas Hudson